# جان ياني
جان ياني (بالفرنسية: Jean Yanne)‏
```
(و. 
1933
 – 
2003
 
م
)
[
15
]
 هو 
ممثل
[
16
]
[
17
]
، 
ومخرج
، 
وملحن
، 
وكاتب سيناريو
[
18
]
[
19
]
، 
وممثل هزلي
، 
ومغن
، 
ومنتج أفلام
[
20
]
[
21
]
 من 
فرنسا
 .
[
22
]
```

توفي عن عمر يناهز 70 عاماً. بسبب نوبة قلبية .

## التعليم
تعلم في Centre de formation des journalistes ‏، ومدرسة تشابتال ‏

## جوائز وترشيحات
حصل على جوائز منها:
- جائزة أفضل ممثل (مهرجان كان)، عن عمل:We Won't Grow Old Together (1972).

ترشح لـ:
- جائزة سيزر لأفضل ممثل مساعد، عن عمل:إندوشينا (1993)
- Genie Award for Best Performance by a Foreign Actor، عن عمل:A Day in a Taxi (1983).

## روابط خارجية
- جان ياني على موقع IMDb (الإنجليزية)
- جان ياني على موقع ألو سيني (الفرنسية)
- جان ياني على موقع ميوزك برينز (الإنجليزية)
- جان ياني على موقع ميوزك برينز (الإنجليزية)
- جان ياني على موقع أول موفي (الإنجليزية)
- جان ياني على موقع قاعدة بيانات الأفلام السويدية (السويدية)
- جان ياني على موقع ديسكوغز (الإنجليزية)
- جان ياني على موقع قاعدة بيانات الفيلم (الإنجليزية)
- جان ياني على موقع كينوبويسك (الروسية)